# Eutelia chlorobasis
Eutelia chlorobasis là một loài bướm đêm trong họ Noctuidae.